# Angélique et le Sultan
Pour les articles homonymes, voir Angélique.
Série
Indomptable Angélique
(1967)
Pour plus de détails, voir Fiche technique et Distribution.
Angélique et le Sultan est un film franco-germano-italo-tunisien de Bernard Borderie, sorti en 1968.
Il fait suite à Indomptable Angélique, sorti l'année précédente, et clôt la série de cinq films du réalisateur sur le personnage créé par Anne Golon, débutée en 1964.

## Résumé
Une fois que Joffrey a sauvé son navire des flammes, il poursuit d'Escrainville, qui a enlevé Angélique, sur la Méditerranée. Mais quand il arraisonne son navire, Angélique n'est plus à bord. À Alger, Escrainville l'a vendue à Mezzo Morte, qui compte la proposer pour le harem du sultan de Mikenez. Pour sauver Angélique, Joffrey se fait abandonner dans une barque par son équipage, et se fait volontairement prendre par un navire à destination d'Alger, où il est contraint à l'esclavage. Il parvient à s'échapper de la prison où il est conduit, à l'aide de complicités.
Et voilà maintenant Angélique dans le harem du sultan. Elle se rebelle contre les instructions d'Osman Ferradji, eunuque chargé du harem, et elle refuse d'être présentée au sultan comme une nouvelle concubine. Mais un jour, tandis que Colin Paturel, un prisonnier, se joue publiquement du sultan qui décide de le tuer, Angélique pousse un cri : le sultan qui la voit est immédiatement frappé de sa beauté et donne l'ordre de la conduire dans ses appartements. Non seulement Angélique repousse ses avances mais elle tente de le tuer. Pour la punir il la fait fouetter ; mais Ferradji a fait enduire le fouet d'un narcotique, pour atténuer la douleur. Il n'a pas renoncé à son projet de faire d'Angélique l'épouse unique du sultan. La favorite du sultan, jalouse d'Angélique et craignant de perdre sa place privilégiée, essaie de la tuer. Colin Paturel la convainc de les aider à s'enfuir, ce que la favorite accepte. Angélique, Colin Paturel et un troisième prisonnier, le comte de Vateville, parviennent ainsi à s'échapper.
Pendant ce temps, Joffrey essaie de racheter Angélique au sultan, qu'il a su faire venir à lui à l'aide d'un stratagème, en lui proposant de lui révéler le secret de la pierre philosophale. L'accord se fait, mais de retour au palais du sultan, ils découvrent qu'Angélique s'est enfuie. Pour sauver son honneur comme il est d'usage, le sultan fait traîner Osman Ferradji par son cheval, jusqu'à ce que mort s'ensuive, mais ce supplice est arrêté par Joffrey. Le sultan envoie alors une patrouille à la recherche de la jeune femme.
Dans le désert, Colin Paturel, qui n'est pas de noble extraction, avoue son amour à Angélique. Après que le comte de Vateville meurt en étant parti en reconnaissance, Angélique fait promettre à Paturel de la tuer si elle devait à nouveau tomber entre les mains du sultan. Quand la troupe s'approche, il veut tenir sa promesse, mais les soldats l'abattent d'un coup de feu. Angélique s'évanouit alors pour se réveiller entre les bras de Joffrey, à bord de son navire.

## Fiche technique
- Titre original : Angélique et le Sultan
- Réalisation : Bernard Borderie
- Scénario : Bernard Borderie, Francis Cosne d'après le roman d'Anne et Serge Golon
- Dialogues : Pascal Jardin
- Décors : Robert Giordani
- Costumes : Rosine Delamare
- Photographie : Henri Persin
- Son :  Antoine Petitjean
- Montage : Christian Gaudin
- Musique : Michel Magne
- Production : François Chavane, Francis Cosne et Raymond Borderie
- Sociétés de production : 
  - France CICC, Francos Films, Cinéphonic
  - Tunisie Liber Film
  - Italie FonoRoma
  - Allemagne de l'Ouest Gloria-Film GmbH
- Pays d'origine :  France,  Allemagne de l'Ouest,  Italie et  Tunisie
- Langue originale : français
- Format : couleur — 35 mm — 2,35:1 — son Mono
- Genre : film historique, film d'aventures
- Durée : 95 minutes
- Date de sortie : France : 23 août 1968

## Distribution
- Michèle Mercier : Angélique de Peyrac
- Robert Hossein : Joffrey de Peyrac "Le Rescator"
- Jean-Claude Pascal : Osman Ferradji
- Helmuth Schneider (V.F. : Jean-Louis Jemma) : Colin Paturel
- Aly Ben Ayed : Sultan Moulay-El-Raschid
- Roger Pigaut : Pierre-Marie d'Escrainville
- Jacques Santi : comte de Vateville
- Paul Muller : Chevalier de Malte
- Bruno Dietrich : Coriano
- Henri Cogan : Simon Bolbec
- Erno Crisa : l'ambassadeur turc
- Arturo Dominici (V.F. : Jean Topart) : Mezzo Morte
- Wilma Lindamar : Leïla Aïcha
- Gaby Mess/Mesee : la favorite du Sultan
- Ettore Manni (V.F. : Christian Barbier) : Jason
- Manja Golec (V.F. : Michèle Montel) : la captive européenne
- Emilio Massina : garde de l'ambassadeur (non crédité)
- Antoine Baud : un marin de d'Escrainville
- Mohamed Kouka
- Claudio Previtera

## Autour du film
De nombreuses scènes du film ont été tournées en Tunisie, par exemple dans le village de Sidi Bou Saïd, entre autres dans le palais du baron Rodolphe d'Erlanger, autour du ribat de Monastir, dans l'amphithéâtre d'El Jem, avec une vue de la corbeille de Nefta, de la baie de La Marsa, etc.
Le sultan auquel il est fait référence est le sultan alaouite Moulay Rachid du Maroc, qui a régné au XVIIe siècle.

## Filmographie d'Angélique
La série des Angélique, qui comporte cinq films réalisés par Bernard Borderie, a été un succès commercial lors de sa sortie et plusieurs dizaines de fois rediffusée à la télévision depuis.
- 1964 : Angélique, marquise des anges
- 1965 : Merveilleuse Angélique
- 1966 : Angélique et le Roy
- 1967 : Indomptable Angélique
- 1968 : Angélique et le Sultan